# HQ-9 (ミサイル)

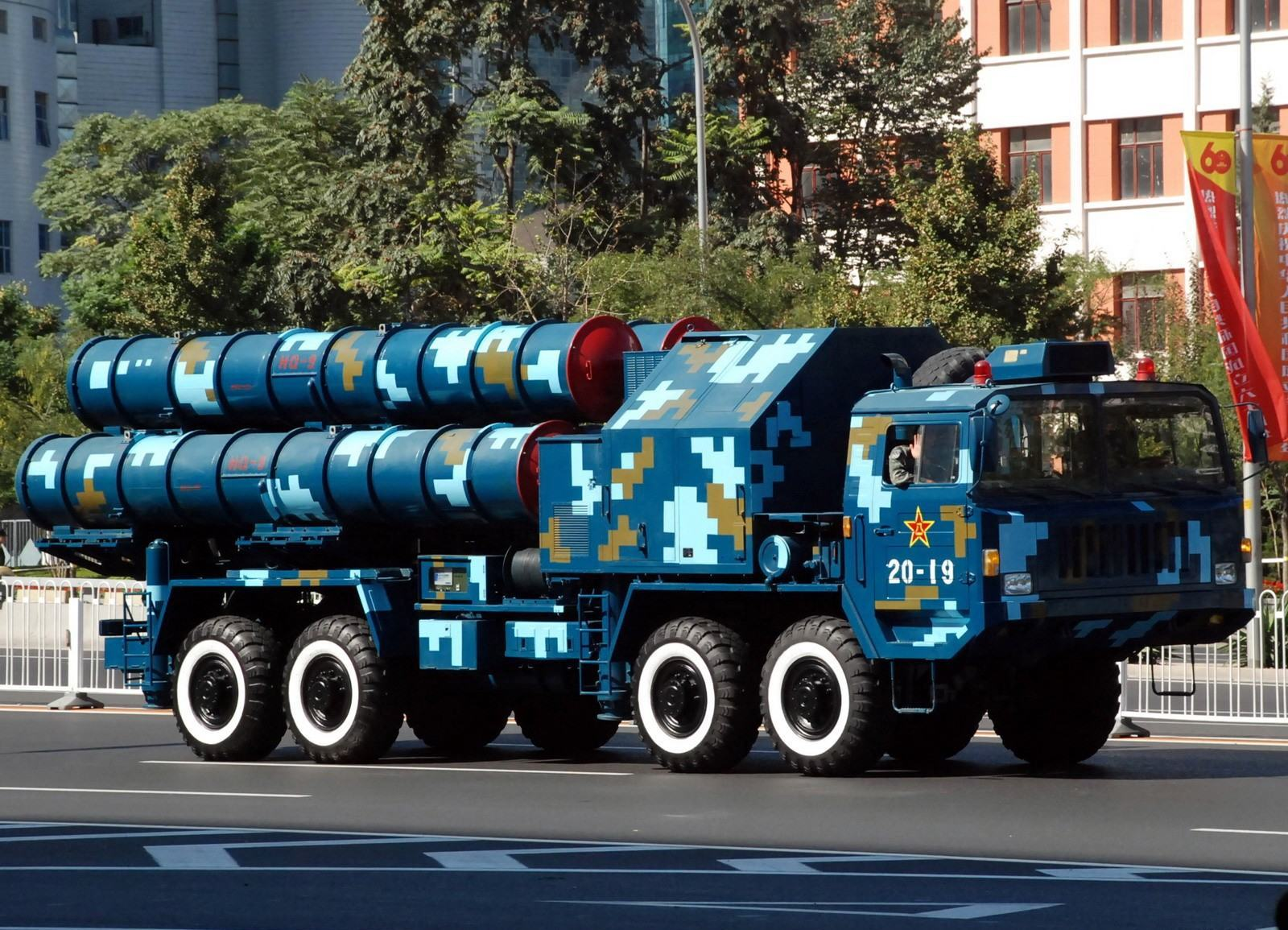
HQ-9

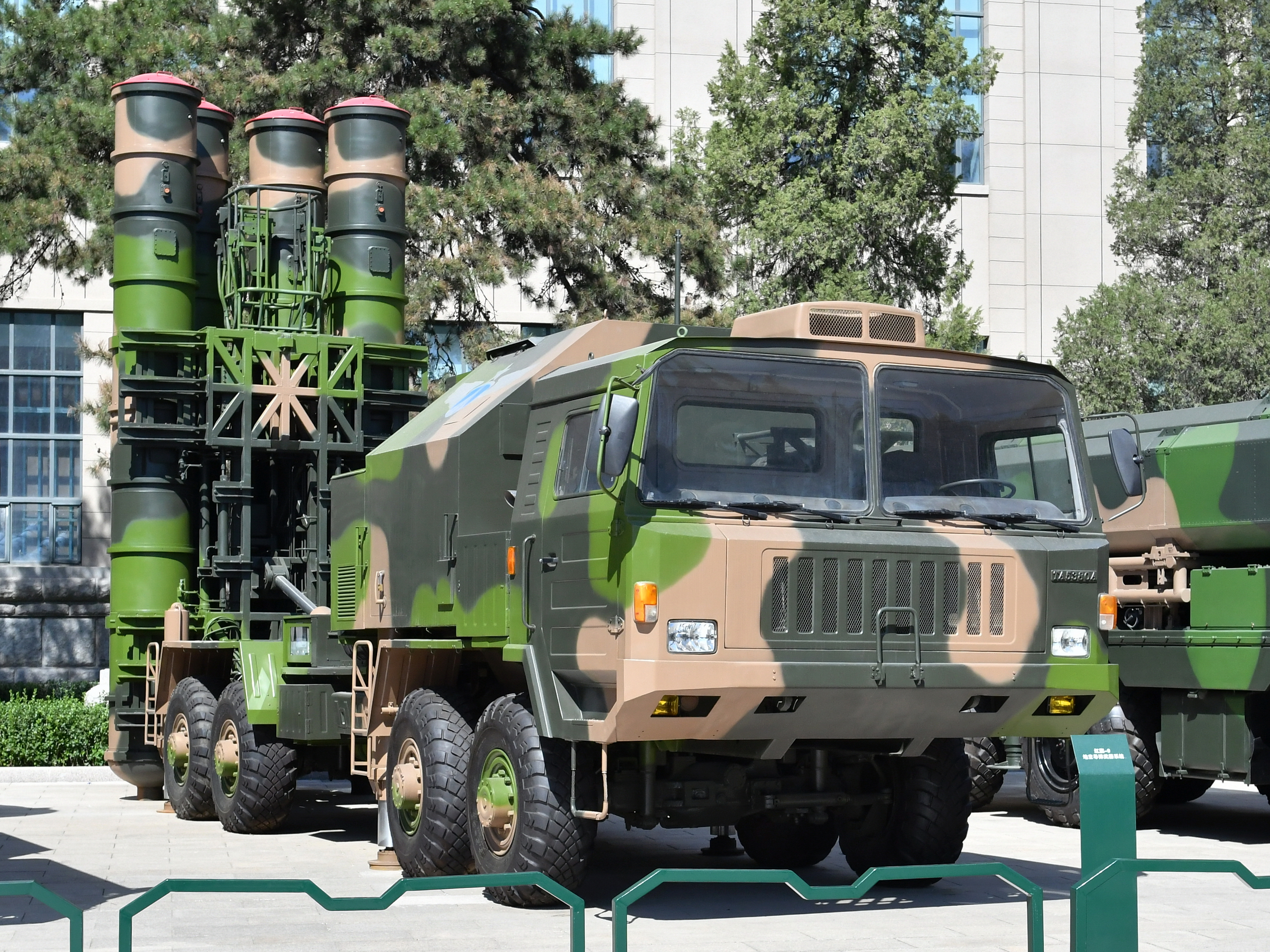
HQ-9 地対空ミサイル

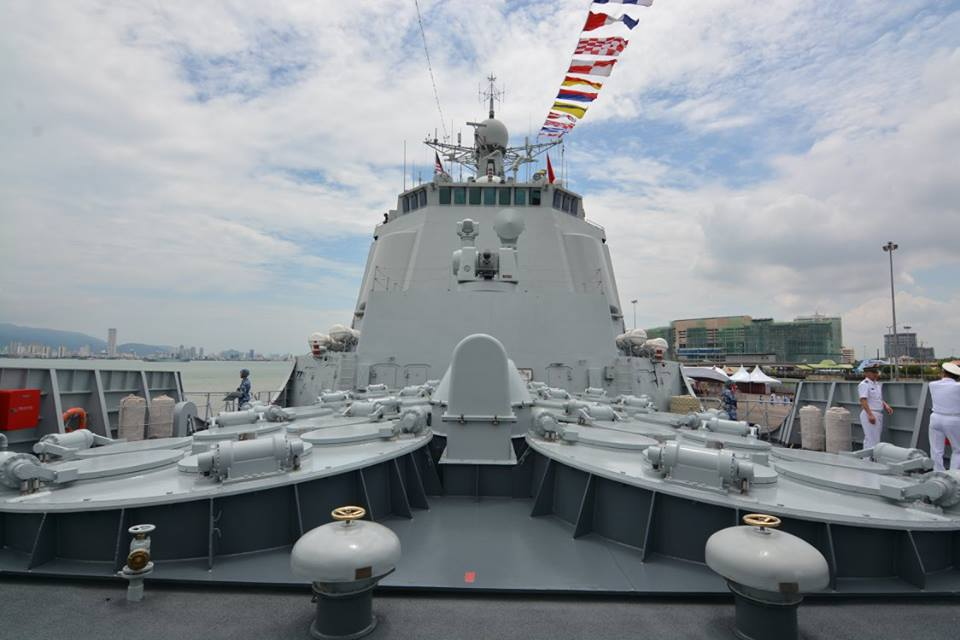
HHQ-9を搭載した長春（150）

HQ-9（紅旗9、ホンチー9）は、中国の中国航天科工集団（CASIC）が開発した新世代の高・中高度防空ミサイルである。NATOコードネームはCH-SA-9。輸出名はFD-2000（輸出当初はFT-2000であった）。
艦載型はHHQ-9（海紅旗9、Red Banner-9、ハイホンチー9）と呼ばれる。

## 概要
1980年代に開発が開始され、ロシアから輸入したS-300PMU-1/2で使用する5V55シリーズのミサイルを基として、1990年代に完成した。英国王立防衛安全保障研究所のジャスティン・ブロンクは、このミサイルを「ロシアのSA-20（S-300）をベースにしているが、レーダー、シーカーヘッド、C2要素はアメリカとイスラエルの技術に大きく影響されたハイブリッド設計」であると評している。
誘導システムは慣性誘導、中間指令誘導、および終末段階でのアクティブ・レーダー・ホーミングを組み合わせたトラック・ヴィア・ミサイル（TVM）方式を採用している。開発には一部アメリカのパトリオットミサイルの技術が取り込まれているとされ、初期のミサイルで使用されたTVM誘導方式は、イスラエルまたはドイツから購入したパトリオットミサイルから開発された可能性がある。
2001年の『Defence International』誌の記事によると、HQ-9は全長6.8m、質量は約2トン。第1段と第2段の直径はそれぞれ700mmと560mmである。弾頭重量は180kgで、最高速度はマッハ4.2である。また、他の中国製SAMシステムの火器管制レーダーを使用することも可能である。

## 派生型

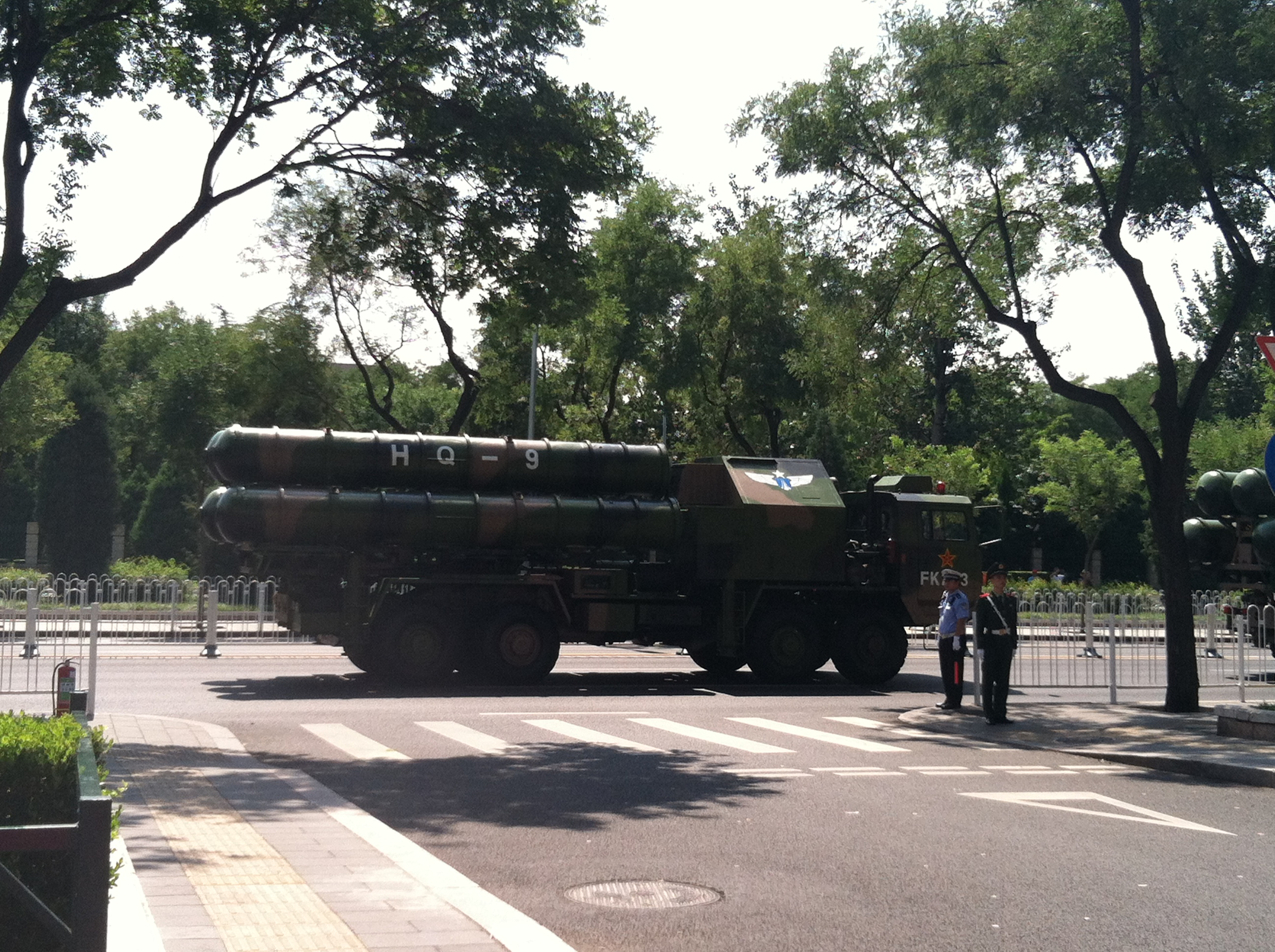
北京で行われた抗日戦争勝利70周年記念パレード後のHQ-9

防空ミサイル
- HQ-9
基本型。NATOコードネームはCH-SA-9。
- HHQ-9
HQ-9の艦対空ミサイル型[3]。NATOコードネームはCH-SA-N-9[2]。
- HQ-9A(海紅旗9A、海红旗9A）
改良型。1999年に最初の試験が行われ、2001年に配備が開始された[9]。
- HQ-9B（紅旗9B、红旗9B）
射程を260kmまで延長し、パッシブ赤外線シーカーを追加した改良型[4]。2006年2月に試験が行われたと報じられている[9]。NATOコードネームはCH-SA-21[2]。
- HHQ-9B
HQ-9Bの艦対空ミサイル型。NATOコードネームはCH-SA-N-21[2]。

HHQ-9A及びHHQ-9Bは蘭州級駆逐艦などに装備されており、性能は陸上発射型とほぼ同じである。
弾道ミサイル防衛・対衛星兵器
- HQ-19（英語版）
弾道弾迎撃ミサイル型で、NATOコードネームはCH-AB-2[10]。中距離弾道ミサイルに対抗するために設計されたと報じられている。ミッドコース（中間段階）およびターミナル（終末段階）で弾道ミサイルを目標とし、米国のTHAADに匹敵するとされる[11]。2018年までに「初期運用を開始」した可能性がある[12]。

輸出モデル
- FD-2000
射程125kmの輸出型[7]。ステルス機対策としてYLC-20パッシブレーダー（英語版）を搭載可能[13]。HT-233目標捕捉レーダー、Type 120低高度捜索レーダー、Type 305A AESA捜索レーダーを使用することができる[13]。
- FD-2000B
射程250kmの輸出型[14]。
- HQ-9P
パキスタン向けのカスタムモデル。対航空機迎撃射程は125km、対巡航ミサイル迎撃射程は約25km[15][16]。

## 仕様
- 全長：6.8m
- 発射重量：1,300kg（資料によっては約2,000kg[8]）
- 実用高度：25-30,000m[8]
- 射程：7-125km（基本型）[17]／200km（B型）[18]（資料によっては最大300km[4][19]）
- 弾頭重量：180kg[8]
- 速度：マッハ4.2[8]（資料によってはマッハ6）
- 誘導方式：慣性誘導＋指令誘導＋ミサイル経由追尾（HHQ-9A/B）＋アクティブ・レーダー・ホーミング（終末）

## 運用履歴

### 中国
中国は係争地域またはその近隣にHQ-9を配備している。2015年7月にはカシミールに近い新疆ウイグル自治区のホータン市に、2016年2月には南シナ海のウッディー島にミサイルが配備された。

### パキスタン
パキスタンによるHQ-9およびHQ-16の購入交渉は2015年初頭に開始された。パキスタン陸軍はHQ-9Pを運用しており、2021年10月14日に正式に就役した。

## 搭載艦
- 中国人民解放軍海軍
  - 052C型駆逐艦（蘭州級）
  - 052D型駆逐艦（昆明級）
  - 055型駆逐艦（南昌級）

## 運用国
- 中国

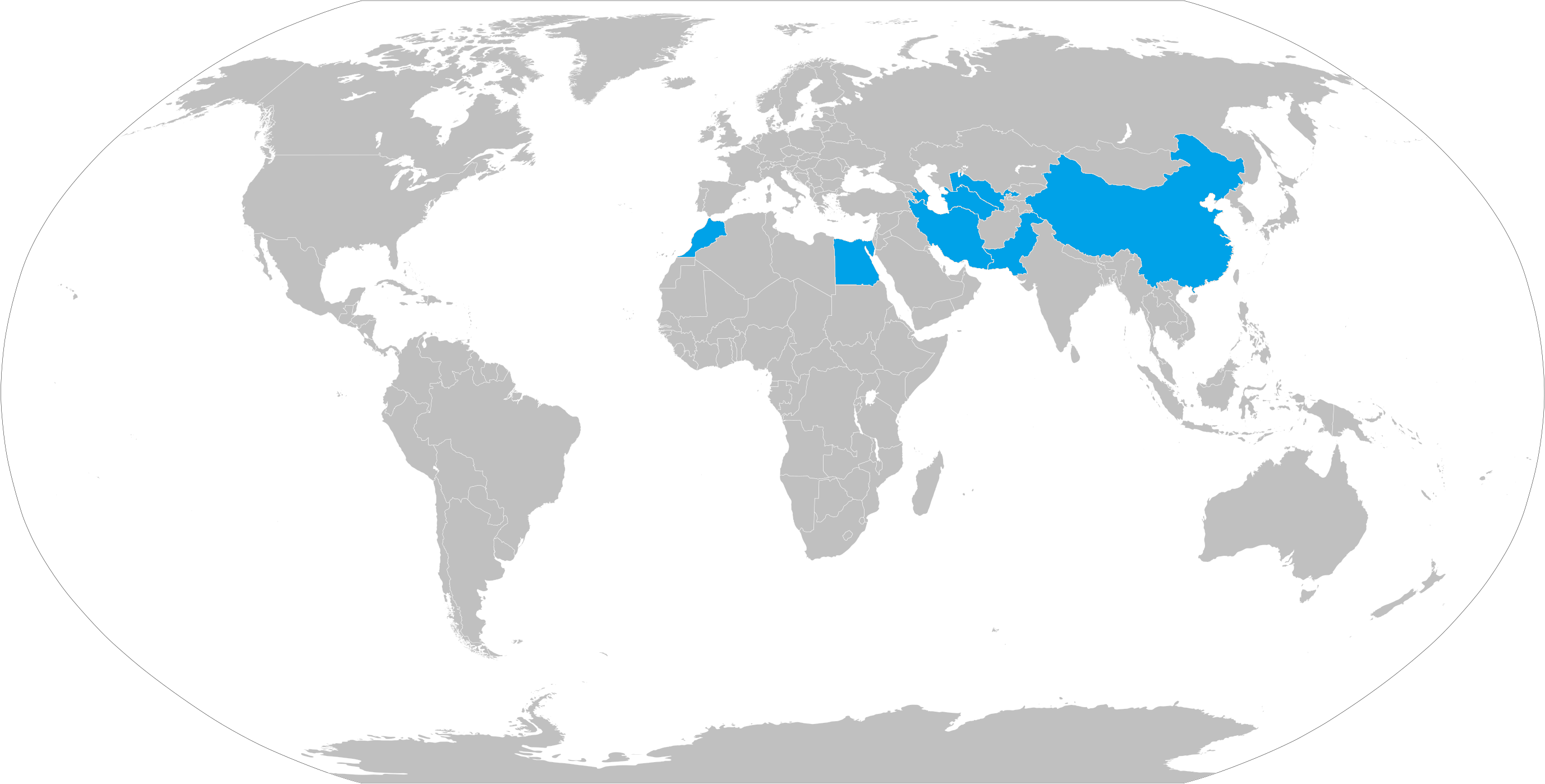
現在の運用国：中国、モロッコ、トルクメニスタン、ウズベキスタン、パキスタン、エジプト

  - 中国人民解放軍空軍 - 2024年時点で196基のHQ-9と96基のHQ-9Bを保有[24]
- パキスタン
  - パキスタン陸軍 - 2021年10月、派生型のHQ-9/Pが就役したことが公表された[25]。
  - パキスタン空軍[26]
- モロッコ
  - モロッコ陸軍 - 2016年にFD-2000Bを4個中隊購入。最初の1個中隊は2020年か2021年に納入される予定であった[27]。
- トルクメニスタン[28]
  - トルクメニスタン空軍 - 2024年時点で、4基のFD-2000を保有[29]。
- ウズベキスタン[30]
  - ウズベキスタン空軍および防空軍 - 2023年時点で、4基のFD-2000を保有[31]。
- エジプト[32]
- イラン[33]

### かつての導入計画
- トルコ - トルコの長距離防空ミサイルシステム（T-LORAMIDS）計画の候補となり、2013年9月に選定されたと報じられた[34]。これに対し米国は、中国製システムをNATOの防衛網に統合するための資金を凍結した[35]。しかし、2013年時点では契約が最終決定したという確証はなかった[36]。2015年2月、トルコ国防省は入札評価が完了し、選定されたシステムはNATOと統合せずにトルコが使用するとトルコ大国民議会に報告したが、具体的なシステム名は挙げられなかった。他のトルコ当局者は、まだ勝者は決まっていないと報告した[37]。同月後半、トルコ当局は複数の入札者と交渉中であり、中国の提案は技術移転に関する要件をまだ満たしていないことを明らかにした[38]。最終的に2015年11月、契約が撤回され、国産システムの開発を選択することが確認された[39][40]。